# غونتر ماركس
غونتر ماركس (بالألمانية: Günther Marks)‏ هو موسيقي الكنيسة ‏ ألماني، ولد في 28 نوفمبر 1897 في بوميرانيا في ألمانيا، وتوفي في 4 مارس 1978 في دامة في ألمانيا.